# Моргенштерн, Дан
Дэн Майкл Моргенштерн (24 октября 1929 — 7 сентября 2024) — американский историк джаза и архивист. Моргенштерн руководил несколькими джазовыми журналами, был руководителем Института джазовых исследований в Ратгерском университете с 1976 по 2012 год. Лауреат восьми премий Грэмми.

## Биография
Дэн Моргенштерн родился в Мюнхене 24 октября 1929 года, вырос в Вене. Его отец, Сома Моргенштерн, был писателем и журналистом из семьи хасидских евреев из Галиции, мать Ингеборга (фон Кленау) Моргенштерн, отцом которой был датский композитор и дирижер Пауль фон Кленау.
Моргенштерн получил культурное воспитание, среди друзей семьи был композитор Альбан Берг, который подарил на его шестой день рождения запись «Маленькой ночной серенады» Моцарта.
Когда нацисты пришли к власти, отец Моргенштерна потерял работу венского культурного корреспондента в немецкой газете и был занесен в черный список гестапо. Семья Моргенштернов бежала из Австрии после нацистской аннексии страны, отец Моргенштерна бежал в Париж, а восьмилетний Дэн и его мать, имевшая датское гражданство, нашли убежище в Копенгагене, где он впервые услышав концерт Фэтса Уоллера и Джанго Рейнхардта.
В октябре 1943 года, после германского вторжения в Данию, Дэн и его мать были тайно вывезены на рыболовецкой лодке из Дании в Швецию датским сопротивлением. До окончания войны Моргенштерн жил в школе-интернате в Стокгольме.
В 1947 Моргенштерн с матерью приехал США, семья воссоединилась в Нью-Йорке. Подростком Дэн работал в The New York Times в качестве копировальщика. Уже в то время он полюбил джаз и тайком посещал джаз-клубы Нью-Йорка. Во время Корейской войны он был призван в армию США и находился в Мюнхене.
После службы в армии Моргенштерн воспользовался Законом о правах военнослужащих и поступил в Университет Брандейса в Бостоне, где изучал историю. Там он писал о джазе для университетской газеты и организовывал в кампусе концерты джазовых музыкантов, таких как пианист Арт Тейтум и саксофонист Стэн Гетц.

## Деятельность
После окончания Брандейского университета Моргенштерн стал джазовым критиком в New York Post. Он писал для British Jazz Journal с 1958 по 1961 год, затем редактировал несколько джазовых журналов: Metronome в 1961 году, Jazz с 1962 по 1963 год и DownBeat с 1964 по 1973 год, где он начал с должности редактора в Нью-Йорке и стал главным редактором.
На протяжении своей карьеры Моргенштерн организовывал концерты, был продюсером и ведущим теле- и радиопрограмм. Он преподавал курсы по истории джаза в Бруклинском колледже, Нью-Йоркском университете и Институте Пибоди при Университете Джонса Хопкинса.  Он был автором всесторонних и авторитетных заметок, что с 1973 года принесло ему восемь премий Грэмми за лучшие заметки к альбомам. Моргенштерн написал тысячи статей для журналов, газет и журналов, рецензировал записи для Chicago Sun-Times.
В 1976 году был назначен директором Института джазовых исследований в Ратгерском университете в Ньюарке, штат Нью-Джерси,  где он продолжил работу Маршалла Стернса и сделал Институт крупнейшим в мире хранилищем джазовых документов, записей и памятных вещей. Коллекция института выросла в пять раз под его руководством. Когда он вышел на пенсию в 2012 году, он был признан одним из ведущих авторитетов в области джаза.
Моргенштерн был автором двух книг: Jazz People (1976) и Living with Jazz (2004), и хрестоматии под редакцией Шелдона Мейера (1926–2006).

## Награды и премии
- Восемь премий Грэмми в 1973, 1974, 1976, 1981, 1990, 1994, 2006, 2009 годах[14].
- Две премии Димса Тейлора Американского общества композиторов, издателей и авторов за книги Jazz People (1976) и Living with Jazz (2004)[15].
- Премия Национального фонда искусств AB Spellman Jazz Masters Award за пропаганду джаза (2007)[16].

## Личная жизнь
Моргенштерн был женат дважды. С первой женой, Ленор Авин, он развёлся. Второй раз женился в 1974 году на Эльзе «Элли» Шохет, с которой он оставался до своей смерти. У пары было двое сыновей, Адам и Джошуа.
Моргенштерн умер от сердечной недостаточности в Нью-Йорке 7 сентября 2024 года в возрасте 94 лет.